# Phodilus assimilis
Phodilus assimilis je druh sovy náležící do čeledi sovovití (Tytonidae) a rodu Phodilus. Na základě předchozí systematiky byla tato sova považována za poddruh sovy klínočelé (Phodilus badius). Původní trinomické jméno Phodilus badius assimilis nyní představuje synonymní pojmenování. Jednotlivé druhy se liší jak zvukovým projevem, tak morfologickými odlišnostmi. Sova Phodilus assimilis má dva alopatrické poddruhy: P. a. ripleyi a P. a. assimilis, ovšem někteří autoři hodnotí tento taxon jako monotypický.
Areálem druhu je jih Indie a přilehlý ostrov Srí Lanka, kde byl také odchycen typový exemplář. Sova tu obývá území o rozloze asi 154 000 km2. Přednost dává různým typům lesů, od stálezelených porostů až po mangrovníkové lesy. Maximální nadmořská výška činí 1200 metrů nad mořem.
Tento druh sovy měří okolo 29 cm, s 19,2cm až 20,8cm křídly a 8,1cm až 9cm ocasem. Křídla jsou krátká, podobně jako u sovy klínočelé. Také šedohnědé končetiny jsou krátké.
Zbarvení je na hřbetu tmavě kaštanové, s hustým černým a bílým skvrnkováním, až zlatavé na horní straně krku. Ocas i křídla se vyznačují tmavým pruhováním. Spodní část těla je světle béžová, taktéž se skvrnitým vzorem. Obličejový disk je srdčitého tvaru, okolo očí se rozprostírá tmavá skvrna. Sova klínočelá je v porovnání s touto sovou o něco větší, nemá také tolik kropenatý hřbet. Vzhled nedospělých jedinců nebyl důkladně popsán.
O chování tohoto druhu je známo málo informací. Aktivní je v noci a nemigruje. Ozývá se částečně odlišným houkáním než sova klínočelá, přičemž jednu frázi tvoří tři až čtyři stoupavě–klesavé tóny znějící jako „fweeyooofwheeyoofweeyu“. Kořist sova loví pod stromovým baldachýnem (pod korunami stromů), její složení není známo. Také o rozmnožování se mnoho neví. Samice naklade do dutin stromu během několika dní až tři vejce, mláďata lze na Srí Lance najít v listopadu.
Mezinárodní svaz ochrany přírody hodnotí druh jako málo dotčený taxon.